# Víctor Luna
Víctor Emilio Luna Gómez (Medellín, 27 ottobre 1959 – Medellín, 28 gennaio 2024) è stato un calciatore colombiano, di ruolo difensore.

## Carriera

### Club
Giocò nella massima serie del campionato colombiano con Nacional Medellín e América Cali.

### Nazionale
Prese parte alla Copa América 1983.